# The Atrocity Exhibition
The Atrocity Exhibition (chiamato anche The Atrocity Exhibition... Exhibit A o The Atrocity Exhibition: Exhibit A, per via del sottotitolo presente nella copertina) è l'ottavo album studio della band thrash metal Exodus. È stato pubblicato nel 2007 dalla Nuclear Blast.

## Il disco
Stilisticamente non si discosta dagli altri album della band. A causa dalla canzone Children of a Worthless God, che tratta argomenti come la guerra santa e l'Islam definendone i discepoli come "Figli di un dio inutile", l'album è stato bandito in tutti i paesi musulmani, come successo l'anno prima agli Slayer con Christ Illusion.
Dall'album è stato estratto il singolo Riot Act di cui è stato girato anche un videoclip. La canzone Bedlam è divisa in 3 parti. Mentre il brano "Iconoclasm" tratta di argomenti i quali l'iconoclastia e l'islam.
Il 17 ottobre 2007 la band ha reso l'intero album ascoltabile sul loro MySpace e hanno dichiarato che esso avrà presto un seguito, chiamato The Atrocity Exhibition... Exhibit B.
In alcune edizioni speciali, come Bonus Track compare anche il brano Bonded By Banjo, una cover revisionata in maniera country, del celebre omonimo brano degli Exodus, Bonded By Blood: la Title Track del primo album.

## Tracce
1. Call to Arms – 1:33
2. Riot Act – 3:37
3. Funeral Hymn – 8:38
4. Children of a Worthless God – 8:25
5. As It Was, as It Soon Shall Be – 5:16
6. The Atrocity Exhibition – 10:33
7. Iconoclasm – 7:54
8. The Garden of Bleeding – 5:49
9. Bedlam 1-2-3 – 19:51
10. Secret Track – 0:06

## Formazione
- Rob Dukes - voce
- Gary Holt - chitarra
- Lee Altus - chitarra
- Jack Gibson - basso
- Tom Hunting - batteria